# Esteban Herrault
Esteban Herrault, né le 18 septembre 1993 au Mans, est un pongiste handisport français.

## Biographie
Esteban Herrault est né avec un handicap résultant d'une erreur médicale, entraînant une quadriplégie, une atteinte de la mobilité des membres supérieurs et inférieurs. Son enfance est marquée par de nombreuses difficultés physiques, mais une intervention chirurgicale à l’adolescence, suivie de plusieurs années de rééducation, lui permet d'améliorer sa mobilité.
Après cette période de convalescence, il s’essaie à plusieurs sports adaptés : basket-fauteuil, athlétisme… Mais c’est le tennis de table qui sera une révélation. Un véritable coup de foudre, qui deviendra rapidement son moteur au quotidien.
Déterminé à atteindre le haut niveau, Esteban rejoint le club de Tennis de Table de Joué-lès-Tours, où il s'entraîne intensivement.

## Carrière sportive
En 2019, il marque son entrée sur la scène internationale en décrochant la médaille de bronze par équipe aux Championnats d’Europe à Helsingborg, en Suède.
Les années suivantes confirment son ascension. Aux championnats du monde à Grenade en 2022, associé à Clément Berthier, le binôme remporte la médaille de bronze en double messieurs MD14. En septembre 2023, toujours associé à Clément Berthier, il est sacré champion d'Europe dans la catégorie double messieurs MD14.
En parallèle, Esteban brille également en simple, avec plusieurs médailles européennes et une domination nationale (5 titres de champion de France).
Il est médaillé de bronze du double hommes MD14 avec Clément Berthier aux Jeux paralympiques de 2024 à Paris

## Activités extra-sportives
En plus de sa carrière de sportif de haut niveau, Esteban Herrault est aussi conférencier et entrepreneur. À travers conférences, formations et webinaires, il partage son expérience sur la résilience, le dépassement de soi et la gestion du handicap. Il intervient auprès d'entreprises, d’écoles et d’institutions pour inspirer et motiver.

## Palmarès

### Jeux paralympiques
- 2024 :  Médaille de bronze en double messieurs MD14 avec Clément Berthier (Paris, France)

### Championnats du monde
- 2022 :  Médaille de bronze en double messieurs MD14 avec Clément Berthier (Grenade, Espagne)

### Championnats d'Europe
- 2023 :  Médaille d'or en double messieurs MD14 avec Clément Berthier (Sheffield, Grande-Bretagne)

- 2019 :  Médaille de bronze en équipe (Helsingborg, Suède)

### Compétitions internationales
- 2019 :  Médaille d'argent en double messieurs aux Opens du Japon, d'Italie et de République Tchèque

- 2018 :  Médaille d'or en double messieurs à l’Open d’Espagne

- 2018 :  Médailles de bronze en simple et en double messieurs aux Opens d’Espagne, d’Italie, de Slovénie et de Chine

### Championnats de France
- 2024 :  Champion de France Elite Handisport

- 2022 :  Champion de France Elite Handisport
- 2021 :  Champion de France Elite Handisport

- 2020 :  Champion de France Elite Handisport
- 2019 :  Médaille d'argent en simple élite

- 2018 :  Champion de France Multi-catégories

### Autres compétitions
- 2015 :  Médaille d'argent en individuel et par équipe à l’Open du Maroc

- 2015 :  Médaille de bronze en équipe à l’Open de Belgique

- 2014 :  Médaille d'argent au Championnat régional du Centre

## Distinctions
- Médaille du Sénat 2023
- Médaille de l'Assemblée Nationale 2023
- Chevalier de l'ordre national du Mérite (2024)[6]